# Angonyx testacea
Angonyx testacea är en fjärilsart som beskrevs av Walker 1856. Angonyx testacea ingår i släktet Angonyx och familjen svärmare. Inga underarter finns listade i Catalogue of Life.

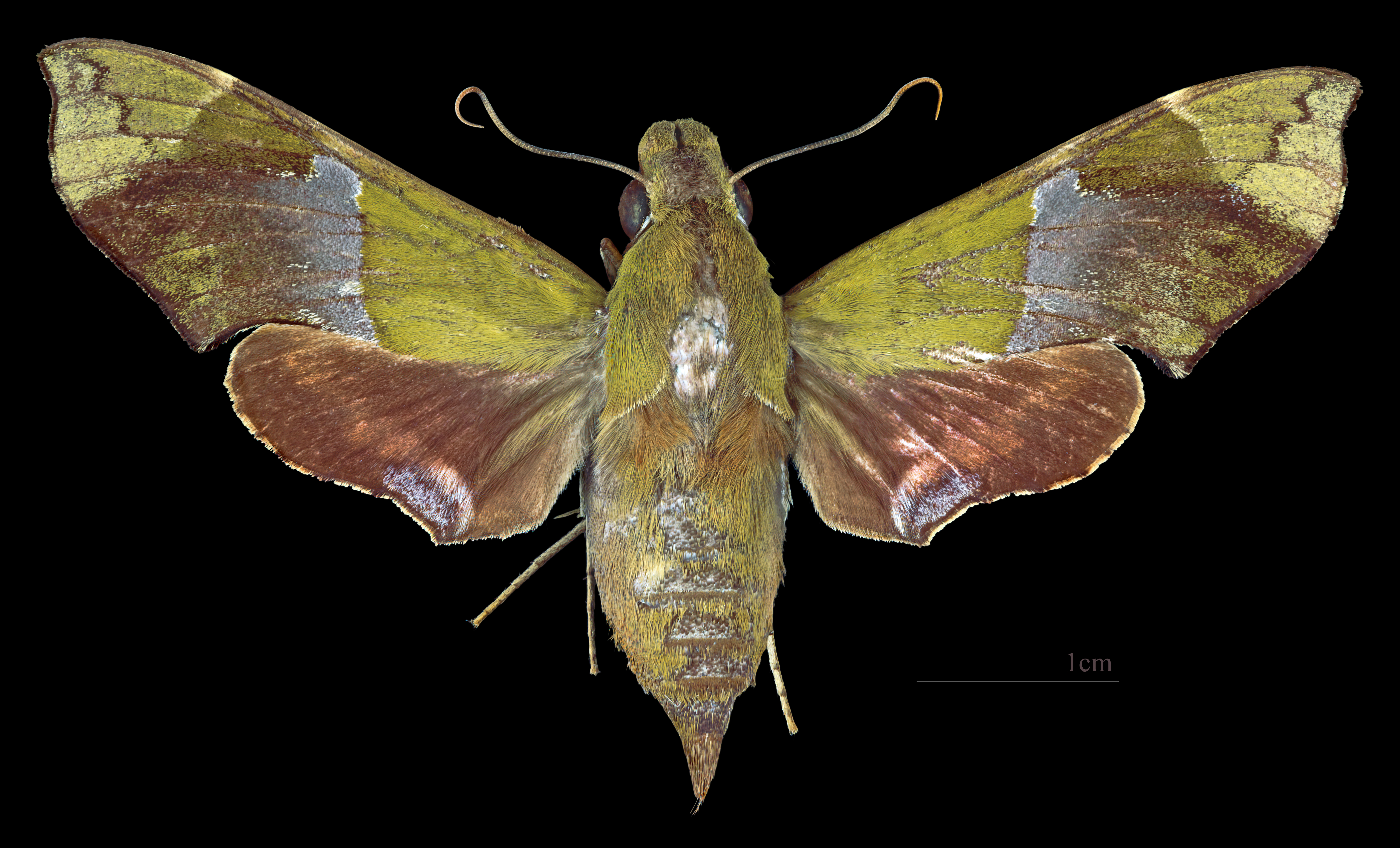
Angonyx testacea  ♀
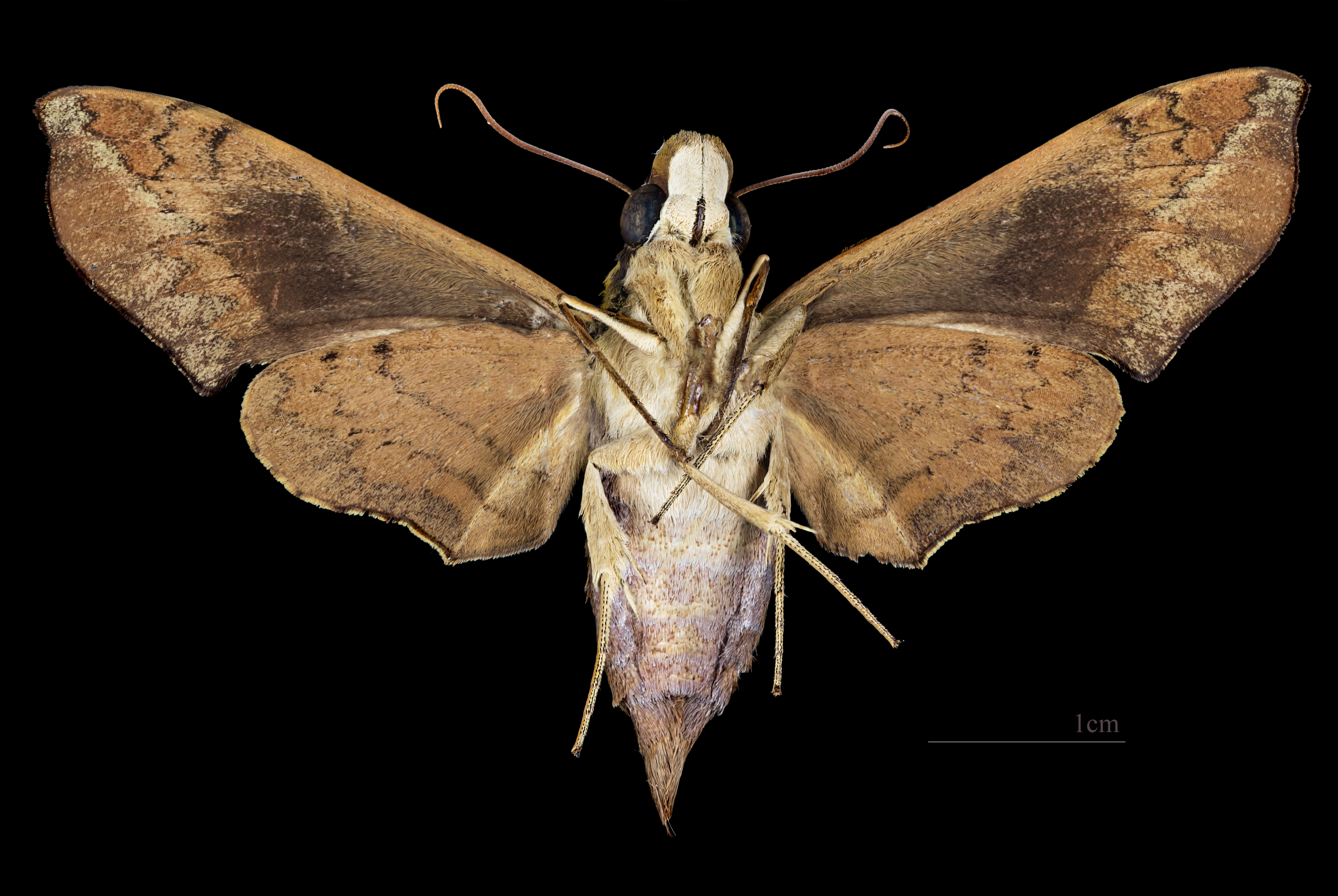
Angonyx testacea  ♀ △